# Чагани
45°26′13″ пн. ш. 36°04′13″ сх. д. / 45.43694° пн. ш. 36.07028° сх. д.
Чагани (також відомий як Чєґєнє, крим. Çegene) — мис на півночі Керченського півострова в Криму, розташований на узбережжі Азовського моря. Мис обмежує з північного сходу Казантипську затоку.

## Географія
Мис Чагани розташований на північному узбережжі Керченського півострова, на території сучасного Керченського району.
- На південь від мису розташоване село Золоте (до 1948 — Чєґєнє́).
- Західніше від мису знаходиться Регіональний ландшафтний парк «Караларський», який є природоохоронною територією.
- Мис виходить у Азовське море, має стрімкі береги та обмежує Казантипську затоку зі сходу.

## Походження назви
Назва «Чагани» (варіант «Чєґєнє») має кримськотатарське походження. У топоніміці Криму часто використовуються слова, що описують ландшафт або природні особливості місцевості. Точний переклад терміна залишається неясним, однак він може бути пов'язаний із географічними характеристиками мису чи історичними назвами, які збереглися серед місцевого населення.

## Природа
- Рослинність: У районі мису переважають степові ландшафти, характерні для Криму, з чагарниковими заростями та прибережною трав'яною рослинністю.
- Фауна: У прилеглих акваторіях мешкають риби, характерні для Азовського моря, а також водоплавні птахи.

## Цікаві факти
- Мис Чагани є одним із крайніх північних пунктів Керченського півострова, що межує із заповідними територіями.
- Район мису відомий як місце розташування історичних поселень та природних стоянок людей в античні та середньовічні часи.